# ساشا یغیازاریان
ساشا آراراتی یغیازاریان (ارمنی: Սաշա Արարատի Եղիազարյան؛ زادهٔ ۱ اکتبر ۱۹۵۲) یک  سیاستمدار اهل ارمنستان است که از تاریخ ۱۹۹۰ تا تاریخ ۱۹۹۵ سمت نمایندگی دوره اول شورای عالی جمهوری ارمنستان را برعهده داشت.

## زندگی‌نامه
در ۱ اکتبر ۱۹۵۲ در ارمنستان به دنیا آمد . 